# NBA All-Star Game 1974
Le NBA All-Star Game 1974 s’est déroulé le 15 janvier 1974 dans le Seattle Center Coliseum de Seattle.

## Effectif All-Star de l’Est
- Dave Cowens (Celtics de Boston)
- Bob McAdoo (Buffalo Braves)
- John Havlicek (Celtics de Boston)
- Jo Jo White (Celtics de Boston)
- Dave DeBusschere (Knicks de New York)
- Walt Frazier (Knicks de New York)
- Lou Hudson (Hawks d’Atlanta)
- Elvin Hayes (Capitol Bullets)
- Pete Maravich (Hawks d’Atlanta)
- Phil Chenier (Capitol Bullets)
- Austin Carr (Cavaliers de Cleveland)
- Rudy Tomjanovich (Rockets de Houston)

## Effectif All-Star de l’Ouest
- Kareem Abdul-Jabbar (Bucks de Milwaukee)
- Rick Barry (Warriors de Golden State)
- Dave Bing (Pistons de Détroit)
- Geoff Petrie (Trail Blazers de Portland)
- Sidney Wicks (Trail Blazers de Portland)
- Spencer Haywood (SuperSonics de Seattle)
- Gail Goodrich (Lakers de Los Angeles)
- Norm Van Lier (Bulls de Chicago)
- Nate Thurmond (Warriors de Golden State)
- Bob Lanier (Pistons de Détroit)
- Charlie Scott (Suns de Phoenix)
- Chet Walker (Bulls de Chicago)